# Jos Brink
Jos Brink va ser un actor, escriptor, presentador, cabareter i ministre protestant neerlandès i un activista LGBT. Va néixer el 19 de juny de 1946 a Heiloo i va morir el 17 d'agost de 2007 a Amsterdam.
Va néixer en una família de cinc fills, d'obediència remonstrant, un ram liberal del protestantisme, al qual Brink va adherir tota la seva vida. Per la seva feina, el pare sovint va haver de canviar de casa: Rotterdam, Zuidoostbeemster, Heerlen i Tilburg. De jove, els seus pares van conduir-lo sovint al teatre a Amsterdam. Ja el 1959, quan encara era a l'institut, va començar una formació de radioteatre i participà en uns audiodrames. Tenia el propòsit d'esdevenir pintor, però son pare el va desconsellar i Brink va decidir de seguir una formació d'actor.
A l'inici dels anys 1960 va començar com a presentador de ràdio a la cadena NCRV. El 1964 presentava un concert dels The Rolling Stones a Scheveningen, que va fer història com que va ser anul·lat després de quinze minuts per causa d'aldarulls.
Va començar a participar en molts musicals i xous, junts amb el seu futur espòs Frank Sanders i inspirat per l'obra del cabaretista Wim Sonneveld. El seu primer gran èxit va ser el xou televisiu Jos Brink Show (1970) i el musical Maskerade (1979). Va fer-se famós per al timbre de la seva veu i la seva dicció clara. El seu moment de glòria mundial va ser quan el 1979 durant un programa a l'ocasió del 70è aniversari de la reina Juliana li va donar un petó afectuós, el que anava completament contra les regles del protocol. Mentrestant molts altres programes, i especialment el xou Wedden dat… (Apostem que…) del 1992 van fer-lo famós, també a Flandes.

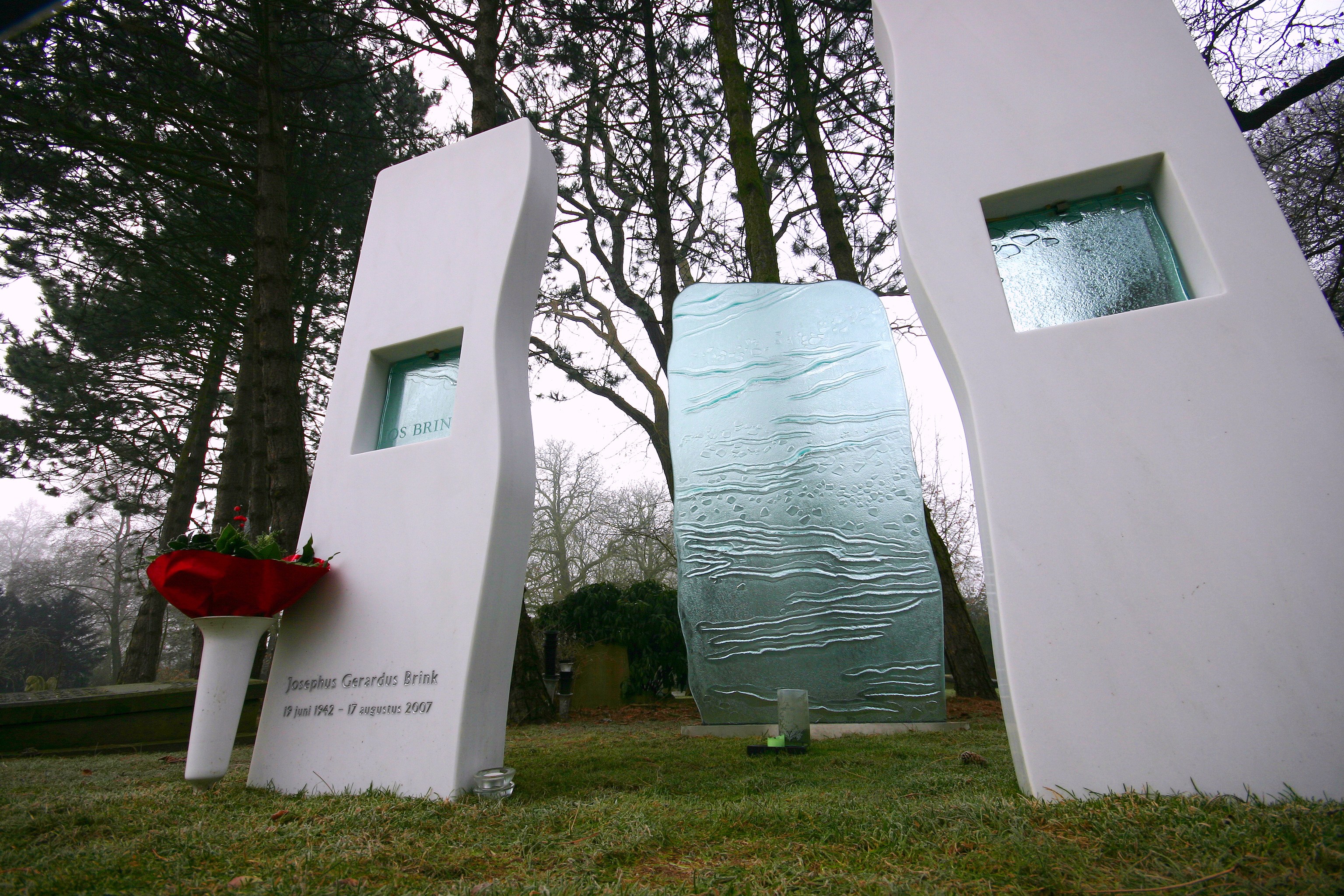
Tomba de Jos Brink

Brink parlava obertament sobre la seva homosexualitat i sempre va actuar per a la comunitat LGTB i per l'acceptació social d'aquest mode de viure. Durant anys va actuar com voluntari per a sostenir pacients de la sida a la comunitat ecumènica De Duif d'Amsterdam. Escrivia regularment columnes per al períodic De Gay Krant, va escriure una peça de teatre sobre la sida Een nieuwe dood (Una nova mort), i presidia com a ministre cerimònies religioses remonstrants. Tenia una capacitat de canviar ràpidament del món brillant de l'espectacle cap a la situació íntima de la conversa de sosteniment amb un moribund. Entre els seus múltiples escrits més lleugers, també va escriure llibres d'ajuda per a persones confrontades amb la mort imminent o el dol al seu entorn..
Va morir el 17 d'agost de 2007 a Amsterdam. Després d'una vetlla oberta al públic al Teatre Reial Carré i una cerimònia al centre ecumènic De Duif va ser sebollit al Cementiri Nieuwe Oosterbegraafplaats.

## Reconeixement
- Cavaller de l'Orde d'Orange-Nassau.
- Medalla d'honor del Mèrit del Ministeri de la Cultura neerlandesa de Bèlgica
- La medalla Frans Banninck Cocq de la ciutat d'Amsterdam
- Premi Gouden Harp 1987
- El 2008 el govern neerlandès va decidir de dedicar el nou instaurat Premi de l'Estat per a l'emancipació gai a la memòria de l'actor difunt.[3]

## Obres
- Una filmografia, bibliografia i inventari complets dels seus espectacles es troba a la web de la Internet Movie Database sota «Jos Brink»
- Bibliografia de Jos Brink[Enllaç no actiu] Bibliografia detallada de totes les seves obres impreses a la Nationale Bibliotheek van Nederland (Biblioteca nacionals dels Països Baixos)

No hi ha cap traducció coneguda en català de qualsevol de les seves obres.